# Roy Lunniss
Roy Lunniss (Londra, 4 novembre 1939 – 18 gennaio 2010) è stato un calciatore inglese, di ruolo difensore.

## Carriera
Proveniente dal Carshalton Athletic, nel 1959 viene ingaggiato dal Crystal Palace, con cui ottiene l'ottavo posto nella Fourth Division 1959-1960. L'anno seguente ottiene la promozione in terza serie grazie al secondo posto finale. Nella Third Division 1961-1962 ottiene il quindicesimo posto mentre in quella successiva l'undicesimo.
Nel 1963 viene ingaggiato dai cadetti del Portsmouth, con cui ottiene il nono posto nella Second Division 1963-1964, a cui seguono un ventesimo posto nella stagione 1964-1965 ed un dodicesimo in quella seguente, l'ultima di Lunnis tra le file dei Pompey.
Nel 1966 torna in quarta serie per giocare nel Luton Town, con cui ottiene il diciassettesimo posto della Fourth Division 1966-1967, pur giocando un solo incontro.
Nell'estate 1967 viene ingaggiato dagli statunitensi dell'Oakland Clippers, con cui vince la NPSL I, progenitrice, insieme alla USA, della più nota NASL.

## Palmarès
- NPSL I: 1

Oakland Clippers: 1967